# 瓢蟲之歌
《瓢蟲之歌》，為川崎伸的日本漫畫作品。在台灣於1970年代，曾以《牛家班》之名在《漫畫大王週刊》連載臨摹重繪版本並單行本化（至於日本的原始版本，後由「華仁出版社」發行無授權單行本，並另有「合眾出版社」發行的《吾家七個》譯名版本）。改編電視動畫版本由龍之子製作，1974年10月5日至1976年9月26日於富士電視台播映，全104集。

## 概要
- 標題的主角是指故事裡的7兄妹，是因為來自關於七星瓢蟲甲殼星星（黑點）的數目。
- 2005年現在，可自小學館瓢蟲漫畫典藏版書系中購得。
  - 2003年，推出了動畫版的全套DVD發售，但如今已不易入手。

## 故事概述
本作品是敘述一週家的七兄妹，由於雙親因飛機失事去世（動畫版中，雙親的死因則改為過勞死），仍相互扶持生活的溫暖人心故事。動畫版的故事則改為從雙親過世後開始敘述。
作品中七兄妹的姓名除了姓氏設定為「一週」，名字裡也均帶有關於一星期七天的名稱（月、火、水、木、金、土、日），以七曜為主題。在外公考慮下，決定住進豪宅的土地上臨時搭建的房子裡，要求他們自謀生計，因此，年紀較大的姊姊和哥哥即使還是小學生，便要去打工賺取生活費，撫養下面的弟弟和妹妹。
原作中，火兒與日曜子在單行本第1話裡（月刊誌上登載3期）曾向雙親贈送在福引所抽中的北海道之旅，第2話（近1期）則是啟程的飛機失事。報導中不見遺體，列為死亡甚或下落不明。在衝擊性的事件前，作者充分地描寫了兄妹們和雙親的完美生活，增強了事故的悲劇性，在意識到只剩下他們自己後，兄妹們激起共同生活的目標，故事由此展開。在動畫版中刪去了關於雙親生前的描寫。

## 登場人物

### 一週家
一週月美（配音員：岡本茉利、 香港: 沈小蘭）
一週家的長女。小學6年級。有很好的脾氣，很會學習。能看穿外公·鐵之助的心情，為了扮演兄妹的母親而奮鬥著。生日是5月4日。
一週火兒（配音員：安原義人）
一週家的長男。小學5年級。不太用手的暴力小子。在漫畫是棒球選手，在動畫以拳擊手為目標，為了扮演兄妹的父親而努力著。
一週水男（配音員：山本嘉子→松尾佳子）
一週家的次男。小學4年級。在學校開始上學以來的秀才。非常認真，支援著代替雙親的姊姊和哥哥。
一週木介（配音員：山下啟介）
一週家的三男。小學3年級。有著老實的溫柔的心，其力量與大人相當。在動畫有念佛的僻好，將來的夢想是當個僧侶。
一週金太郎（配音員：塚瀨紀子）
一週家的四男。小學2年級。比長男火兒小一號的淘氣孩子王。深信自己不是一週家的親生孩子。生日是5月5日。
一週土丸（配音員：丸山裕子）
一週家的五男。小學1年級。擅長用耳朵收集情報，在動畫裡憧憬少年偵探兒活躍著，很在意光頭。
一週日曜子（配音員：松島實、香港：林錦燕）
一週家的次女。5歲。稍微早熟而淘氣，有尿床的習慣。父親給她的木屐是其商標，吵架時都會用它當武器。在漫畫裡有很多話都來自於哥哥粗暴的口氣，但在漫畫裡變得有點圓滑，有說「～在修羅（～でしゅら）」的口頭禪。生日是2月2日。在漫畫中是用平假名標示的「日曜子（ひよ子）」。動畫裡被姊姊和哥哥稱為「日曜（ひよ）」。
一週間太（配音員：增岡弘）
一週家7個孩子的父親。動物園的飼育員。
一週休美（配音員：麻生美代子）
一週家7個孩子的母親。在動物園做賣票的服務，與間太相識而結婚。舊姓為岩倉。

### 寵物
與一週家同住的動物們。
唐兵衛（配音員：大平透、立壁和也）
一週家養的狗。
雙六（配音員：大竹宏）
一週家養的臘腸犬。
香亞子（配音員：松金米子）
一週家養的鴨子。
與一（配音員：增岡弘）
一週家養的豬。
貝拉助
一週家養的黑貓。
穆助
一週家養的虎貓。
柯索六
一週家養的淵貓。
諾比爾
一週家養的與川崎伸表情相似的貓。
※還有，穆助、顆索六、諾比爾在動畫沒有登場。牠們這些動物的名字，是當時來自於川崎Promotion的員工等作者身邊的人物。

### 與明美相關的親戚家族
岩倉明美
一週家7個孩子的阿姨。月美出生那年她和美國人結婚，並住在美國，她是與休美是長的很像的妹妹，自己也和姊姊同樣生了7個孩子。還有，動畫版她是住在澳洲。
瑪麗（Marie）
明美的長女。除了金髮以外都和月美長的一模一樣。以她為首，他們7人和一週兄妹是表兄妹。
吉米（Jimmy）
明美的長男。與火兒長的一模一樣。
瓊斯（Jones）
明美的次男。與水男相似，不過沒有戴眼鏡。
瑞奇（Ricky）
明美的三男。與木介相似不過沒有光頭。
湯米（Tommy）
明美的四男。與金太郎長的一模一樣。
威利（Willy）
明美的五男。有著與土丸母親相似的毛髮。
瑪麗安妮（Marianne）
明美的次女。5歲。與日曜子長的一模一樣而且同歲。
岩倉鐵之助（配音員：大平透）
休美和明美的父親，也是他兩個女兒生的合計14個孩子的外公，是個大富豪。雖然領養了一週兄妹，但要求希望在逆境中不氣餒兒健壯的成長，不住在宅邸裡，而是住在土地上臨時搭建的房子裡，靠自己謀生而對待他們，另一方面隱藏自己的真心，默默地守護的一週兄妹。

### 其他登場人物
園長（配音員：神山卓三）
只在動畫登場。下町動物園的園長。
廚師（配音員：橫井光夫）
只在動畫登場。下町動物園的廚師。
熊先生（配音員：立壁和也）
只在動畫登場。下町動物園的飼育員，是間太的後輩。
栃成金二郎（配音員：松金米子）
錢湯老闆的兒子，與火兒同年級。陰險兒是一週兄妹的天敵。總是想對一週兄妹惡作劇，但是故事結尾的時候關係變得很好。總而言之他像「土包子大將」的西一。
伴老師
火兒的級任老師。有著好體格還有包容力的老師，守護著扮演父親的火兒。
小麗
火兒同年級的女孩子。與一週兄妹很親近，在漫畫裡她的名字是「花園小百合」。
風大左衛門（配音員：野澤雅子）
在第68話登場的「土包子大將」的主角。

## 動畫版與原作的相異點
- 雙親間太與休美不是因為飛機事故而死的，除了是過勞死以外，描寫生前的部分都被抑制了（只有在回想的畫面裡出現）。
- 與一週家的人同住的動物們可以流暢的交談。與一說話後面會加個「〜咚」。
- 與一家人同住的動物穆助、柯索六、諾比爾沒有登場。

## 主題歌
- 片頭曲「我們兄妹是瓢蟲」(第1話~第104話)
  - 作詞：川崎伸、若林一郎 、作曲：菊池俊輔、編曲：菊池俊輔、歌：堀江美都子、蟋蟀'73、Young Fresh
- 片尾曲1「我們聚集後一週裡」(第1話~第52話)
  - 作詞：若林一郎、作曲：菊池俊輔、編曲：菊池俊輔、歌：蟋蟀'73、Young Fresh
- 片尾曲2「日曜子在修羅」(第53話~第104話)
  - 作詞：若林一郎、作曲：菊池俊輔、編曲：青木望、歌：堀江美都子、松島實

主題歌收錄在迷你專輯由日本哥倫比亞發售。

## 標題播映表
| 話數 | 日本副標題                    | 中文副標題                 | 播映日         |
| ---- | ----------------------------- | -------------------------- | -------------- |
| 1    | きょうだいそろってドンといけ! | 兄妹聚集後咚與去吧！       | 1974年10月6日  |
| 2    | ぼくらきょうだいてんとう虫    | 我們兄妹是瓢蟲             | 1974年10月13日 |
| 3    | できたぞ!天下のチビッ子ホーム | 出來啊！天下小孩子的家     | 1974年10月20日 |
| 4    | 授業参観だよ!火児父ちゃん     | 是課堂參觀喔！火兒爸爸     | 1974年10月27日 |
| 5    | アルバイトだよ!全員集合       | 是打工喔！全員集合         | 1974年11月3日  |
| 6    | 指きりげんまんさようなら      | 打勾勾做約定的再見         | 1974年11月10日 |
| 7    | 日本晴れ!修学旅行             | 日本晴天！修學旅行         | 1974年11月17日 |
| 8    | たたされ大将火児にいちゃん    | 站起來大將火兒哥哥         | 1974年11月24日 |
| 9    | 勝利のノックダウン            | 勝利的擊倒                 | 1974年12月1日  |
| 10   | 幸福のえんどう豆              | 幸福的豌豆                 | 1974年12月8日  |
| 11   | 大失敗!土丸たんてい           | 大失敗！土丸偵探           | 1974年12月15日 |
| 12   | サンタがわが家にやってきた    | 聖誕老人來我家             | 1974年12月22日 |
| 13   | 負けるな!でっかい夢くらべ     | 不要輸！比更大的夢想       | 1974年12月29日 |
| 14   | ひよママの子守唄              | 日曜媽媽的搖籃曲           | 1975年1月5日   |
| 15   | ゲンコツばかりが男じゃない    | 只用拳頭不是男人           | 1975年1月12日  |
| 16   | 走れ!てんとう虫きょうだい     | 奔跑吧！瓢蟲兄妹           | 1975年1月19日  |
| 17   | ちっちゃなお手伝いさん        | 小幫手                     | 1975年1月26日  |
| 18   | 父ちゃんのゲタはひよのゲタ    | 爸爸的木屐是日曜的木屐     | 1975年2月2日   |
| 19   | 集まれ!七つの流れ星           | 聚集！七個流星             | 1975年2月9日   |
| 20   | 父ちゃんの動物園を守れ!       | 守護爸爸的動物園！         | 1975年2月16日  |
| 21   | 父ちゃんはつらいよ            | 爸爸很辛苦喔！             | 1975年2月23日  |
| 22   | カラ兵衛たちも家族だよ        | 唐兵衛他們也是家人喔！     | 1975年3月2日   |
| 23   | 家出しちゃったひよ            | 離家出走的日曜             | 1975年3月9日   |
| 24   | ハロー!アメリカのママ         | 你好！美國的媽媽           | 1975年3月16日  |
| 25   | ぼくらは大スター              | 我們是大明星               | 1975年3月23日  |
| 26   | 熊さんのお嫁さんや〜い        | 熊先生的新娘啊！           | 1975年3月30日  |
| 27   | 幸せをテニスにかけろ          | 為網球擁抱幸福             | 1975年4月6日   |
| 28   | 金太郎はだれの子?             | 金太郎是誰的孩子？         | 1975年4月13日  |
| 29   | 幼稚園はひよの夢              | 幼稚園是日曜的夢想         | 1975年4月20日  |
| 30   | オニババがやってきた          | 鬼婆婆來了                 | 1975年4月27日  |
| 31   | 月美姉ちゃんの誕生日          | 月美姊姊的生日             | 1975年5月4日   |
| 32   | 教育ママをぶっとばせ!         | 打倒教育媽媽！             | 1975年5月11日  |
| 33   | おてんばひよ姫                | 男人婆日曜公主             | 1975年5月18日  |
| 34   | おさがりはイヤだ!             | 我討厭下來！               | 1975年5月25日  |
| 35   | 親孝行ってなんだ?             | 孝順父母是什麼？           | 1975年6月1日   |
| 36   | ハリキリひよ婦警              | 渴望日曜女警               | 1975年6月8日   |
| 37   | ずっこけカウボーイ金太郎      | 調皮牛仔金太郎             | 1975年6月15日  |
| 38   | 海のガキ大将                  | 海的孩子王                 | 1975年6月22日  |
| 39   | ダンプ父ちゃんの子守唄        | 拋棄爸爸的搖籃曲           | 1975年6月29日  |
| 40   | 負けるなラーメンお爺さん      | 不要輸！拉麵老爺爺         | 1975年7月6日   |
| 41   | 夏休みだよ!移動動物園         | 是暑假喔！移動動物園       | 1975年7月13日  |
| 42   | チビッ子、ゲタッ子、長靴っ子  | 小孩子、木屐孩子、長靴孩子 | 1975年7月20日  |
| 43   | お山の大将オレひとり          | 山大王是我一人             | 1975年7月27日  |
| 44   | はじめての海水浴              | 第一次去海水浴             | 1975年8月3日   |
| 45   | 嵐の中のゴールイン            | 暴風雨中的終點             | 1975年8月10日  |
| 46   | けったいなお婆ちゃん          | 奇怪的老奶奶               | 1975年8月17日  |
| 47   | ひとりぼっちのお使い          | 孤獨一人的使用             | 1975年8月24日  |
| 48   | 友情のやぐら太鼓              | 友情的矢倉太鼓             | 1975年8月31日  |
| 49   | ゆうれいが出たァー!!          | 幽靈出現了啊！             | 1975年9月7日   |
| 50   | お面一本!おじいちゃん         | 假面一個！外公             | 1975年9月14日  |
| 51   | ペットは友だち                | 寵物是朋友                 | 1975年9月21日  |
| 52   | みんなのサイクリングコース    | 大家的自行車道             | 1975年9月28日  |
| 53   | 友情のメダル                  | 友情的獎章                 | 1975年10月5日  |
| 54   | 山寺のモーレツ修行            | 山寺的猛烈修行             | 1975年10月12日 |
| 55   | さようなら!金二郎             | 再見了！金二郎             | 1975年10月19日 |
| 56   | お見合いだよ!おじいちゃん     | 是相親喔！外公             | 1975年10月26日 |
| 57   | わんぱく長ぐつ大将            | 淘氣長靴大將               | 1975年11月2日  |
| 58   | トランプうらない大さわぎ      | 撲克牌占卜大騷動           | 1975年11月9日  |
| 59   | もらわれて行ったひよ          | 去租吧！日曜               | 1975年11月16日 |
| 60   | おしかけモモエ婆ちゃん        | 幫助百惠奶奶               | 1975年11月23日 |
| 61   | 泣き虫大どろぼう              | 愛哭鬼大盜                 | 1975年11月30日 |
| 62   | モデルになった月美姉ちゃん    | 成為模特兒的月美姊姊       | 1975年12月7日  |
| 63   | がんばれ!土丸たんてい         | 加油！土丸偵探             | 1975年12月14日 |
| 64   | ひよの一日セールスマン        | 日曜的一日推銷員           | 1975年12月21日 |
| 65   | 父ちゃんは名スター            | 爸爸是名明星               | 1975年12月28日 |
| 66   | ハトよはばたけ!               | 鴿子啊！展翅飛翔吧！       | 1976年1月4日   |
| 67   | 100点だよ!火児にいちゃん      | 是100分喔！火兒哥哥        | 1976年1月11日  |
| 68   | いなかっぺ大将がやってきた    | 土包子大將來了             | 1976年1月18日  |
| 69   | おにぎりの歌                  | 飯糰之歌                   | 1976年1月25日  |
| 70   | 下町ワンちゃん大行進          | 下町狗狗大遊行             | 1976年2月1日   |
| 71   | けんかチビッコ剣士            | 吵架小孩子劍士             | 1976年2月8日   |
| 72   | それ打て!ホームラン           | 打那個！全壘打             | 1976年2月15日  |
| 73   | もしも大人になったなら        | 如果變成大人的話           | 1976年2月22日  |
| 74   | 負けるな!マラソン校長         | 不要輸！馬拉松校長         | 1976年2月29日  |
| 75   | 自転車はぼくの夢              | 自行車是我的夢想           | 1976年3月7日   |
| 76   | 熊さんの恋人あらわる          | 熊先生的戀人出現了         | 1976年3月14日  |
| 77   | 東京はぼくらのふるさと        | 東京是我的故鄉             | 1976年3月21日  |
| 78   | UFOがやってきた!              | 幽浮來了！                 | 1976年3月28日  |
| 79   | ひよのお料理大修行            | 日曜的料理大修行           | 1976年4月4日   |
| 80   | 友情の土俵入り                | 友情的土俵上               | 1976年4月11日  |
| 81   | 家族ってなんだろう?           | 家人到底是什麼？           | 1976年4月18日  |
| 82   | おれはキャプテン!             | 我是隊長！                 | 1976年4月25日  |
| 83   | 雪山に消えたひよ              | 在雪山消失的日曜           | 1976年5月2日   |
| 84   | ドスコイすもう旅              | 如何戀愛相撲旅程           | 1976年5月9日   |
| 85   | てんとう虫大パーティー        | 瓢蟲大派對                 | 1976年5月16日  |
| 86   | ガキ大将がやってきた          | 孩子王來了                 | 1976年5月23日  |
| 87   | 泳げ!日本一                   | 游吧！日本第一             | 1976年5月30日  |
| 88   | ひよの潮干狩                  | 日曜的退潮狩獵             | 1976年6月6日   |
| 89   | さようなら曽場先生            | 再見了！曾場老師           | 1976年6月13日  |
| 90   | お姉ちゃんになったひよ        | 變成姊姊的日曜             | 1976年6月20日  |
| 91   | ひよのアゲハチョウ            | 日曜的鳳蝶                 | 1976年6月27日  |
| 92   | 走れ!友情の船                 | 奔馳吧！友情的船           | 1976年7月4日   |
| 93   | がんこ先生は日本一            | 頑固老師是日本第一         | 1976年7月11日  |
| 94   | 正義の味方!てんとう仮面       | 正義的夥伴！瓢蟲假面       | 1976年7月18日  |
| 95   | カラ兵衛のママ現わる          | 唐兵衛的媽媽出現了         | 1976年7月25日  |
| 96   | ひよの汽車ポッポ              | 日曜的火車波波             | 1976年8月1日   |
| 97   | 帰ってきた金二郎              | 回來的金二郎               | 1976年8月8日   |
| 98   | ターザンになったひよ          | 變成泰山的日曜             | 1976年8月15日  |
| 99   | あこがれのハワイ旅行          | 憧憬的夏威夷旅行           | 1976年8月22日  |
| 100  | ひよの動物大作戦              | 日曜的動物大作戰           | 1976年8月29日  |
| 101  | ミニサーカスがやってきた      | 迷你馬戲團來了             | 1976年9月5日   |
| 102  | ひよのボーイフレンド          | 日曜的男朋友               | 1976年9月12日  |
| 103  | てんとう虫幼稚園              | 瓢蟲幼稚園                 | 1976年9月19日  |
| 104  | ひびけ!てんとう虫の歌         | 響徹雲霄！瓢蟲之歌         | 1976年9月26日  |

## 其他
- 第68集「土包子大將來了」，正如該集的標題，有另一部根據川崎伸漫畫改編的動畫《牛家鄉》（いなかっぺ大将）主角「阿大」風大左衛門，在此集中客串登場。
- 廣島縣的網路局是1975年9月底為止的廣島電視台播映（當時為日本電視台與富士電視台的交叉電視網），不過，同年10月第1週開始作為富士電視台開設新局後，而轉移到新廣島電視台。
- 在最終回的最後播出的接檔節目《小寶歷險記》的預告，是由日曜子對保羅說出「之後就交給你了」，以交棒形式來換檔節目。
- 在工作人員字幕中製作公司「龍之子」的標誌，是在1973年變更為目前的版本。但同時段的前作《科學小飛俠》中則並未變更，新版本是從本作開始首次使用。在畫面呈現方式部分，龍之子標誌所吐出的是「龍之子工作室」字樣（與《小青蛙》和前期版《再造人卡辛》相同），但從下一部作品《小寶歷險記》開始即告廢止。
- 2000年發行的雜誌《漫畫★人形王》（コミック★フィギュア王）中刊載了出自川崎筆下，以平成版《瓢蟲之歌》為主題，特別繪製的搖滾樂團風瓢蟲七兄妹插圖。

## 相關項目
- 一個屋簷下
- 巨獸王
- 貧窮姊妹物語（在朝日電視台播映的深夜動畫。在沒有雙親的貧窮日子中堅強的生活的故事是其共同點）

## 外部連結
- 瓢蟲之歌（日語）